# (24608) Alexveselkov
(24608) Alexveselkov (1977 SL) – planetoida z pasa głównego asteroid okrążająca Słońce w ciągu 3,66 lat w średniej odległości 2,37 j.a. Odkryta 18 września 1977 roku.